# Georg Conrad von Wedderkop

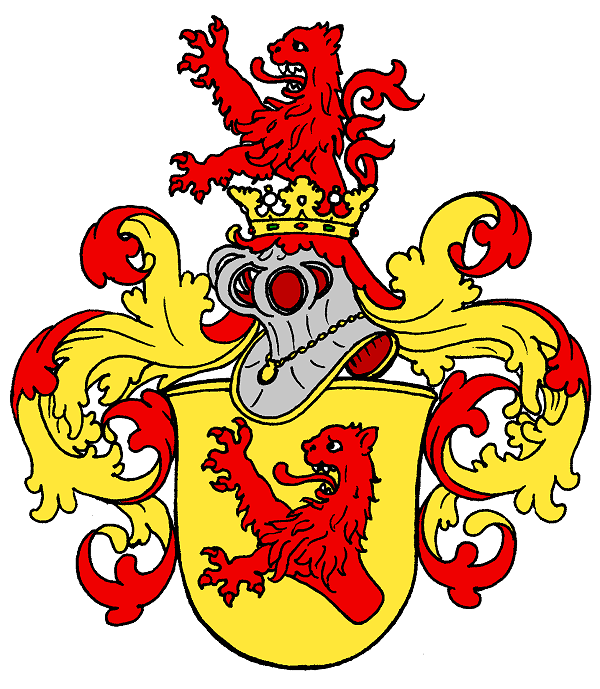
Wappen derer von Wedderkop

Georg Conrad von Wedderkop (* 9. Februar 1765 in Eutin; † 12. März 1841 in Plön) war ein deutscher Domherr und Landrat.

## Leben
Georg Conrad von Wedderkop entstammte dem Adelsgeschlecht von Wedderkop. Er war ein jüngerer Sohn des eutinischen Generalpostmeisters und späteren Präsidenten der bischöflichen Kollegien Johann Ludwig von Wedderkop und dessen Frau Juliana Margaretha, geb. von Negelein. Magnus von Wedderkop (1758–1825) war sein älterer Bruder.
Im Alter von 14 Jahren erhielt er am 29. Dezember 1779 eine Präbende als Domherr im Lübecker Domkapitel, die Prinz Peter Friedrich Wilhelm zu seinen Gunsten resigniert hatte. Von September 1779 bis März 1783 besuchte er die Hohe Karlsschule in Stuttgart. Im Laufe der Jahre erhielt er noch weitere Präbenden; so war er Inhaber einer der Commendistae in summo (am Dom) sowie einer von zwei Fratres Calendistae. Beides waren ursprünglich pastorale Funktionsämter, aber seit der Reformation reine Sinekuren.
Bei der Säkularisation des Hochstifts im Reichsdeputationshauptschluss 1803 behielt er seine Privilegien und Einkünfte auf Lebenszeit. Gleichzeitig wurde er Landrat im Fürstentum Lübeck. Neben seiner Domherren-Kurie in der Lübecker Hartengrube hatte er auch eine Wohnung in Eutin. Während der Franzosenzeit war er der letzte Domherr, der noch in Eutin residierte, und bildete mit dem Maler Johann Heinrich Wilhelm Tischbein das Zentrum der kleinen kulturellen Gesellschaft des Städtchens.
Seit 1805 war er mit der zwanzig Jahre jüngeren Adamine Wilhelmine Nicoline, geb. von Moltke (1785–1822) verheiratet, einer Tochter des letzten Domdechanten Friedrich Ludwig von Moltke. Der spätere Richter und Parlamentarier Ludwig von Wedderkop (1807–1882) war ein Sohn des Paares.